# Glinno (powiat nowotomyski)
Glinno (niem. Glinau) – wieś w Polsce położona w województwie wielkopolskim, w powiecie nowotomyskim, w gminie Nowy Tomyśl.
Wieś powstała w 1701 r. jako osada olęderska.
W okresie Wielkiego Księstwa Poznańskiego (1815–1848) miejscowość wzmiankowana jako Glinno Olendry należała do wsi większych w ówczesnym powiecie bukowskim, który dzielił się na cztery okręgi (bukowski, grodziski, lutomyślski oraz lwowkowski). Glinno Olendry należała do okręgu lutomyślskiego i stanowiła część rozległego majątku Tomyśl stary, którego właścicielem był wówczas Hangsdorf. W skład majątku Tomyśl stary wchodziło łącznie 13 wsi. Według spisu urzędowego z 1837 roku Glinno Olendry liczyła 783 mieszkańców i 113 dymów (domostw).
W latach 1954–1959 wieś należała i była siedzibą władz gromady Glinno, po jej zniesieniu w gromadzie Nowy Tomyśl-Północ. W latach 1975–1998 miejscowość należała administracyjnie do województwa poznańskiego.
W miejscowości znajduje się Sala Królestwa dwóch zborów Świadków Jehowy.